# Cha-Cha-Cha チャンピオン
「Cha-Cha-Cha チャンピオン」（チャチャチャ チャンピオン）は、Sexy Zoneの9作目のシングル曲。ポニーキャニオンから2015年7月1日発売。

## 概要
今作も前作の「君にHITOMEBORE」に続いて中島健人、菊池風磨、佐藤勝利の3人での活動となった。
表題曲は上記の3人がスペシャルナビゲーターを務めた「FIVBワールドカップバレーボール2015」大会テーマソング。Music Clipには中島、菊池、佐藤に加え、松島聡とマリウス葉も「Sexy Family」として参加した。
また、両A面シングルではないが、カップリング曲の「シーサイド・ラブ」もPVがある。
初回限定盤3種、通常盤、Sexy Zone Shop盤3種、計7種形態で発売。
2015年12月31日に放送された『第66回NHK紅白歌合戦』では5人体制のSexy Zoneで「Cha-Cha-Cha チャンピオン」を歌唱した。後に、松島とマリウスが参加したリミックスバージョン「Cha-Cha-Cha チャンピオン（Remix 2016）」が、11枚目シングル『勝利の日まで』バレーボール応援盤に収録されている。

## チャート成績
2015年7月13日付のオリコンチャートで初週10.8万枚を売り上げ、デビュー作から9作連続で1位を獲得した。

## 収録曲
収録内容は公式サイトをもとに記載。

### CD

#### 通常盤・初回限定盤A/B/C
※「ドシャブリ Rainy Girl」以降、通常盤のみ収録。
1. Cha-Cha-Cha チャンピオン [4:32]
作詞：岩里祐穂、作曲：Fredrik "Figge" Bostrom、編曲：石塚知生
  - フジテレビ系「FIVBワールドカップバレーボール2015」テーマソング
2. シーサイド・ラブ [4:32]
作詞：三浦徳子、作曲：馬飼野康二、編曲：船山基紀
3. だって太陽は君なんだ [4:11]
作詞：松井五郎、作曲：馬飼野康二、編曲：生田真心
4. ドシャブリ Rainy Girl
作詞：Komei Kobayashi、作曲：Steven Lee、Stephan Elfgren、Anders Wigelius、編曲：生田真心
5. Cha-Cha-Cha チャンピオン -Inst.-
6. シーサイド・ラブ -Inst.-
7. だって太陽は君なんだ -Inst.-
8. ドシャブリ Rainy Girl -Inst.-

#### Sexy Zone Shop盤S
1. Cha-Cha-Cha チャンピオン
2. 生きてよ - 佐藤勝利
作詞：佐藤勝利、作曲：STEVEN LEE、編曲：立山秋航

#### Sexy Zone Shop盤K
1. Cha-Cha-Cha チャンピオン
2. カレカノ!! - 中島健人
作詞・作曲：中島健人、編曲：生田真心

#### Sexy Zone Shop盤F
1. Cha-Cha-Cha チャンピオン
2. My Lovin' Season - 菊池風磨
作詞・作曲：菊池風磨、編曲：Atsushi Shimada

### DVD

#### 初回限定盤A
1. 「Cha-Cha-Cha チャンピオン」Music Clip - Sexy Family
2. 「Cha-Cha-Cha チャンピオン」Dance Lecture Movie

#### 初回限定盤B
1. 「シーサイド・ラブ」Image Clip
2. Special Movie in OKINAWA

#### 初回限定盤C
1. Making of「Cha-Cha-Cha チャンピオン」Music Clip & Jacket Shooting
2. 「Cha-Cha-Cha チャンピオン」初披露映像（at 大阪城ホール 2015/5/4）